# Aderus tabaci
Aderus tabaci é uma espécie de inseto besouro da família Aderidae. Foi descrita cientificamente por Maurice Pic em 1933.

## Distribuição geográfica
Habita na Sumatra (Indonésia).